# Курсько-Васильєвська сільська рада
Ку́рсько-Васи́льєвська сільська рада (рос. Курско-Васильевский сельский совет) — сільське поселення у складі Сєверного району Оренбурзької області Росії.
Адміністративний центр — село Курська Васильєвка.

## Історія
Присілок Кукино був ліквідований 2005 року.

## Населення
Населення — 529 осіб (2019; 623 в 2010, 711 у 2002).

## Склад
До складу сільської ради входять:
| Населений пункт          | Населення, осіб (2002) | Населення, осіб (2010) |
| ------------------------ | ---------------------- | ---------------------- |
| Вертіма, селище          | 53                     | 67                     |
| Кувак, селище            | 33                     | 13                     |
| Кукино, селище           | 0                      | -                      |
| Курська Васильєвка, село | 532                    | 497                    |
| Михайловка, селище       | 19                     | 4                      |
| Черновка, присілок       | 74                     | 42                     |